# فهرست شهرها و شهرک‌های اطراف دریای بالتیک

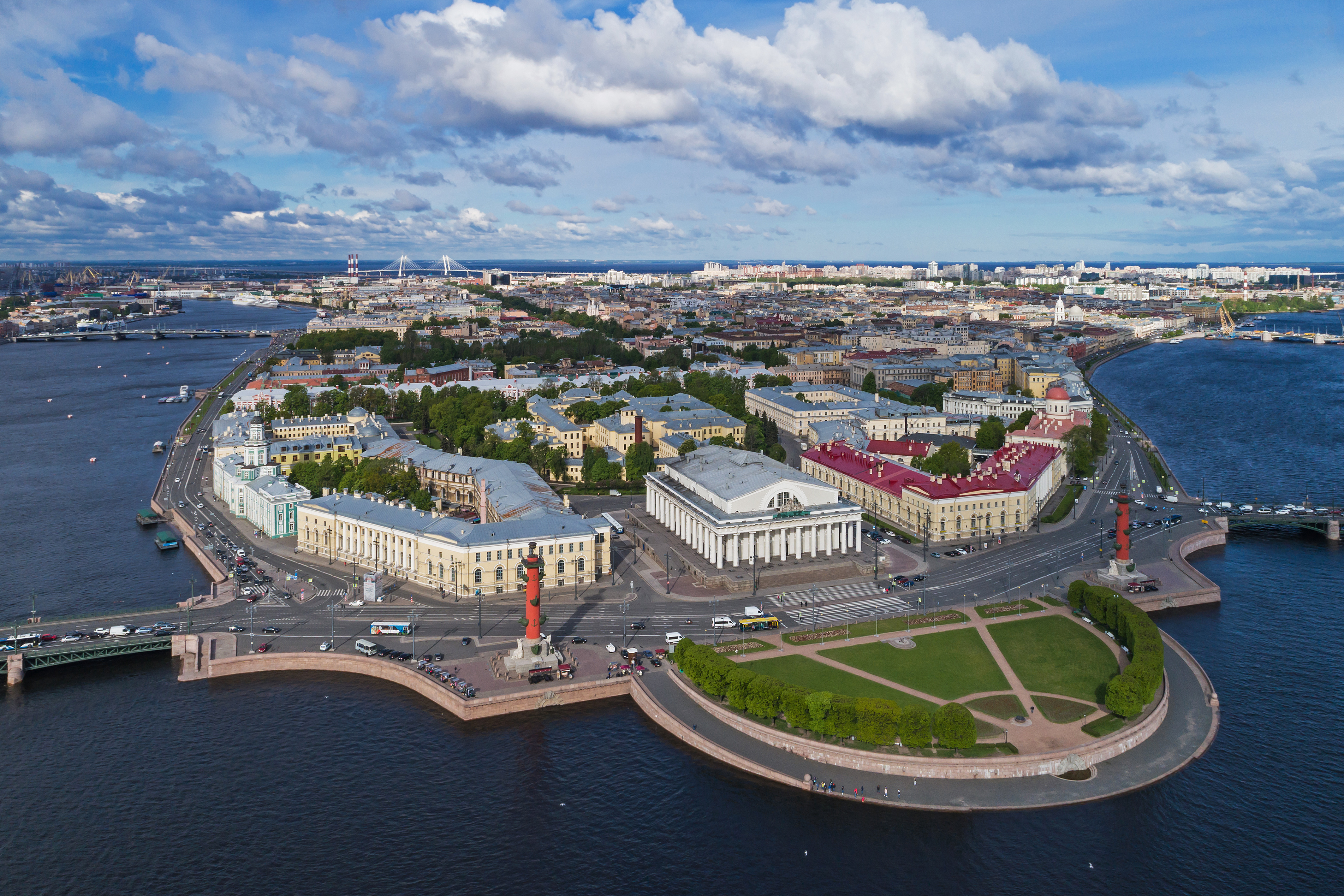
جزیرهٔ واسیلیفسکی، در سنت پترزبورگ، روسیه

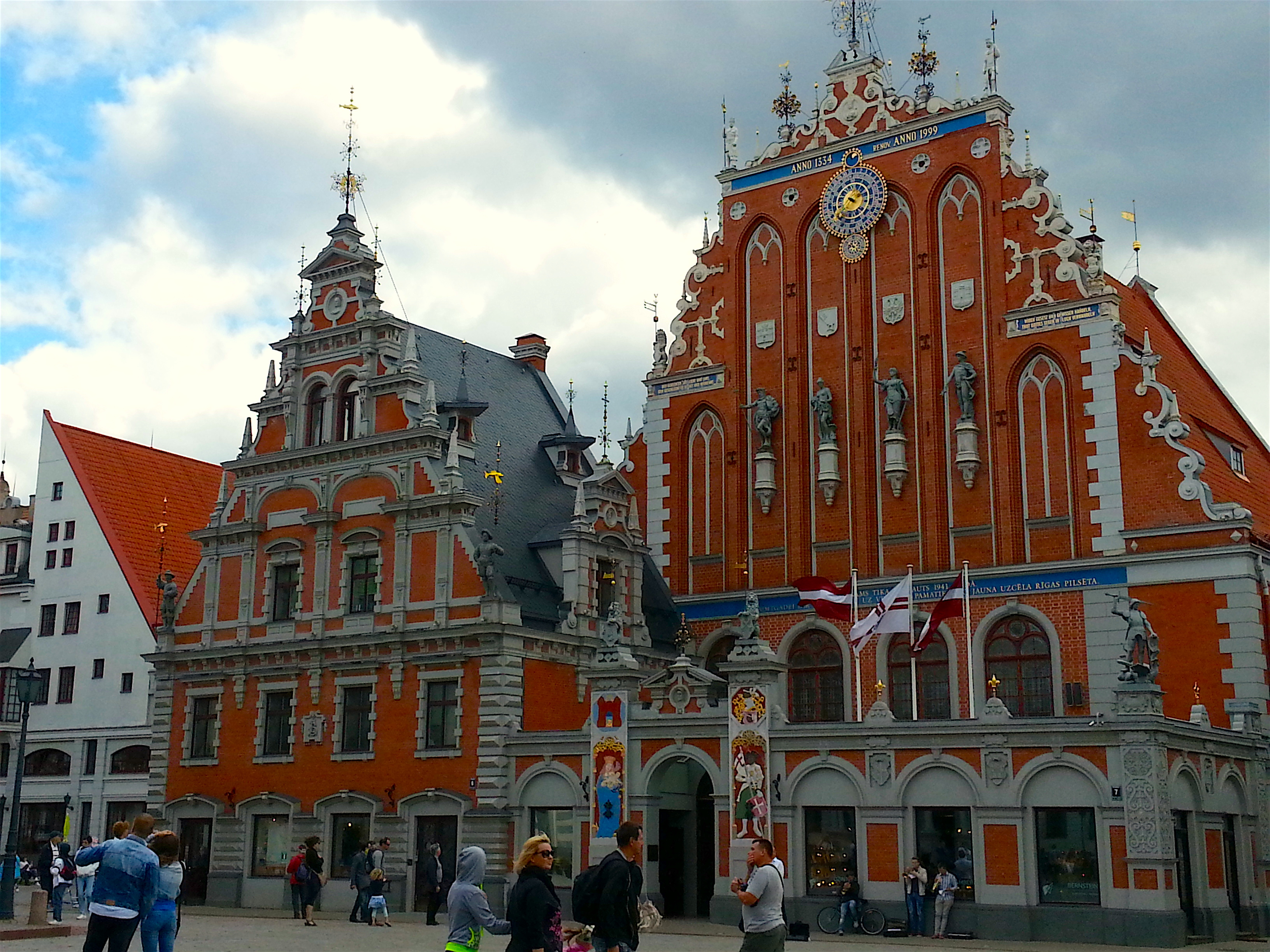
خانهٔ سر سیاه، لتونی

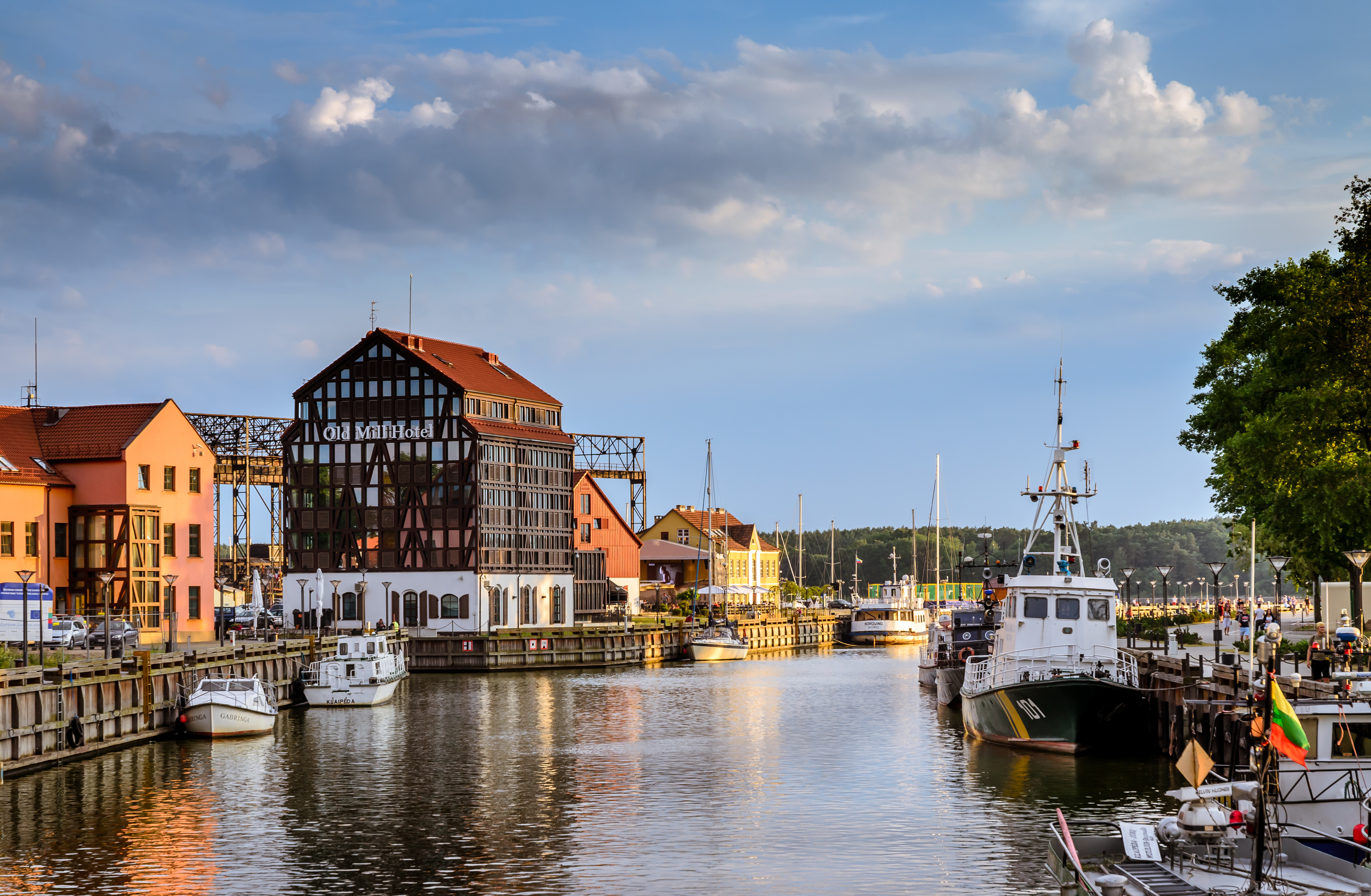
کلایپدا، لیتوانی

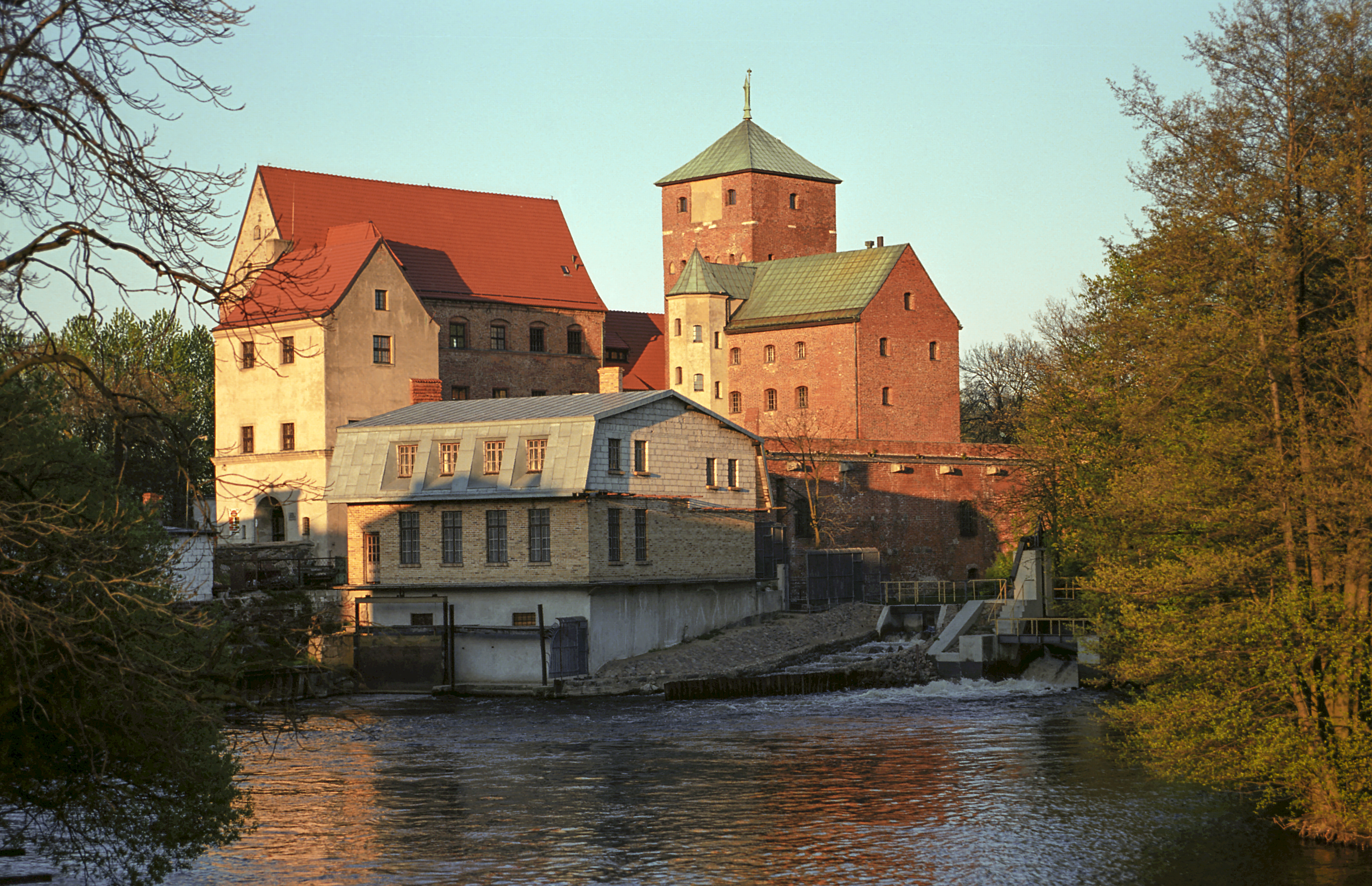
دارلوو

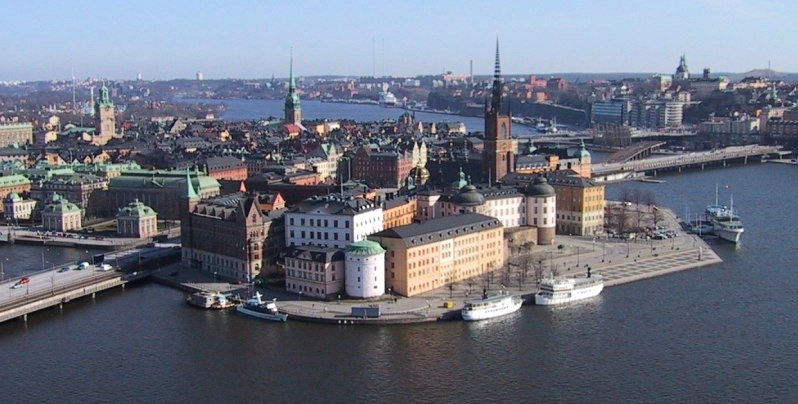
ریدارهولم در استکهلم، سوئد

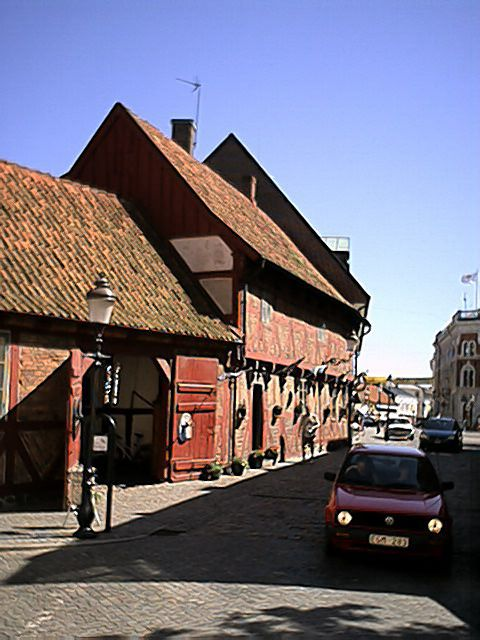
ایستد، سوئد

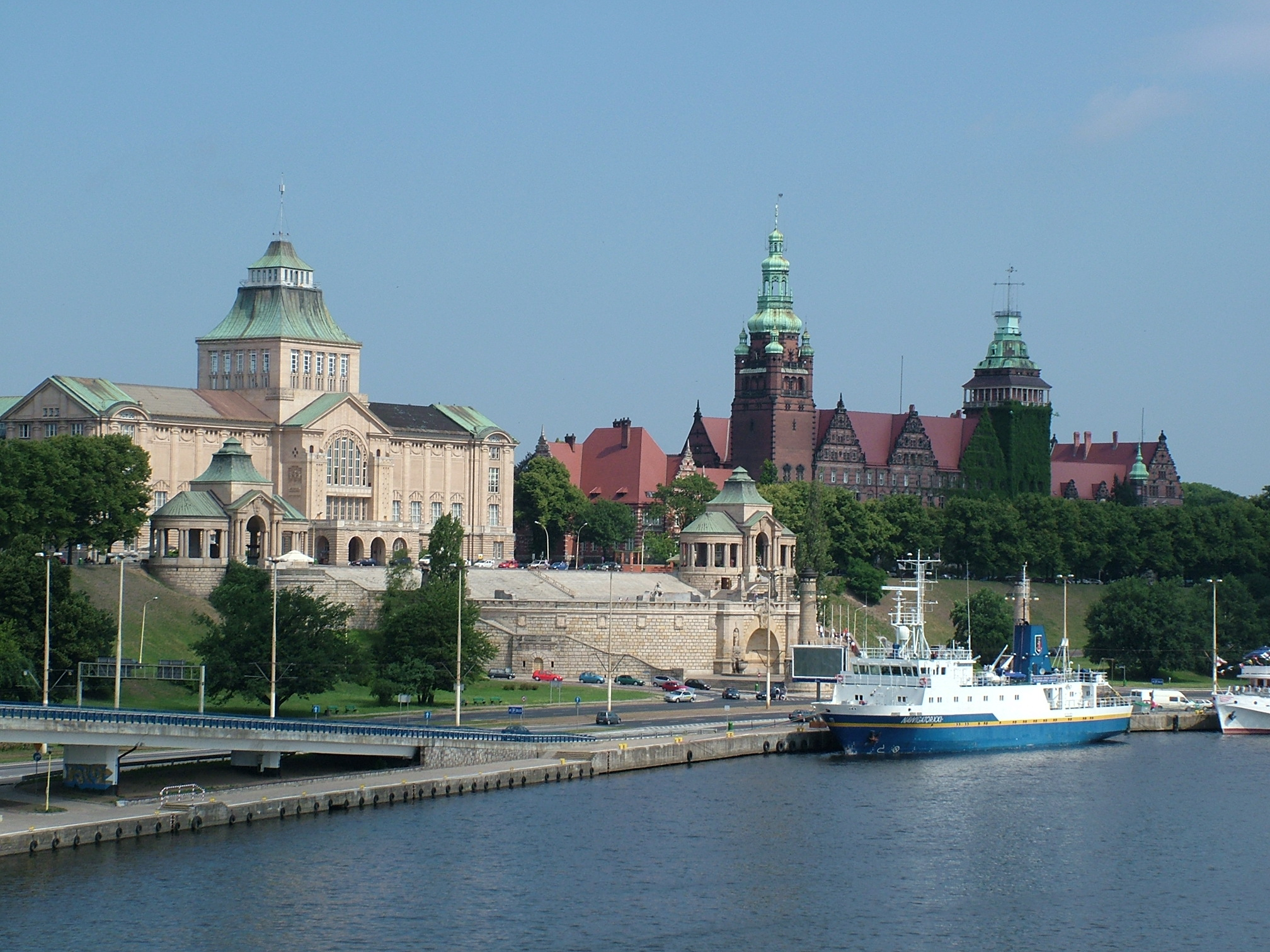
شچین، لهستان

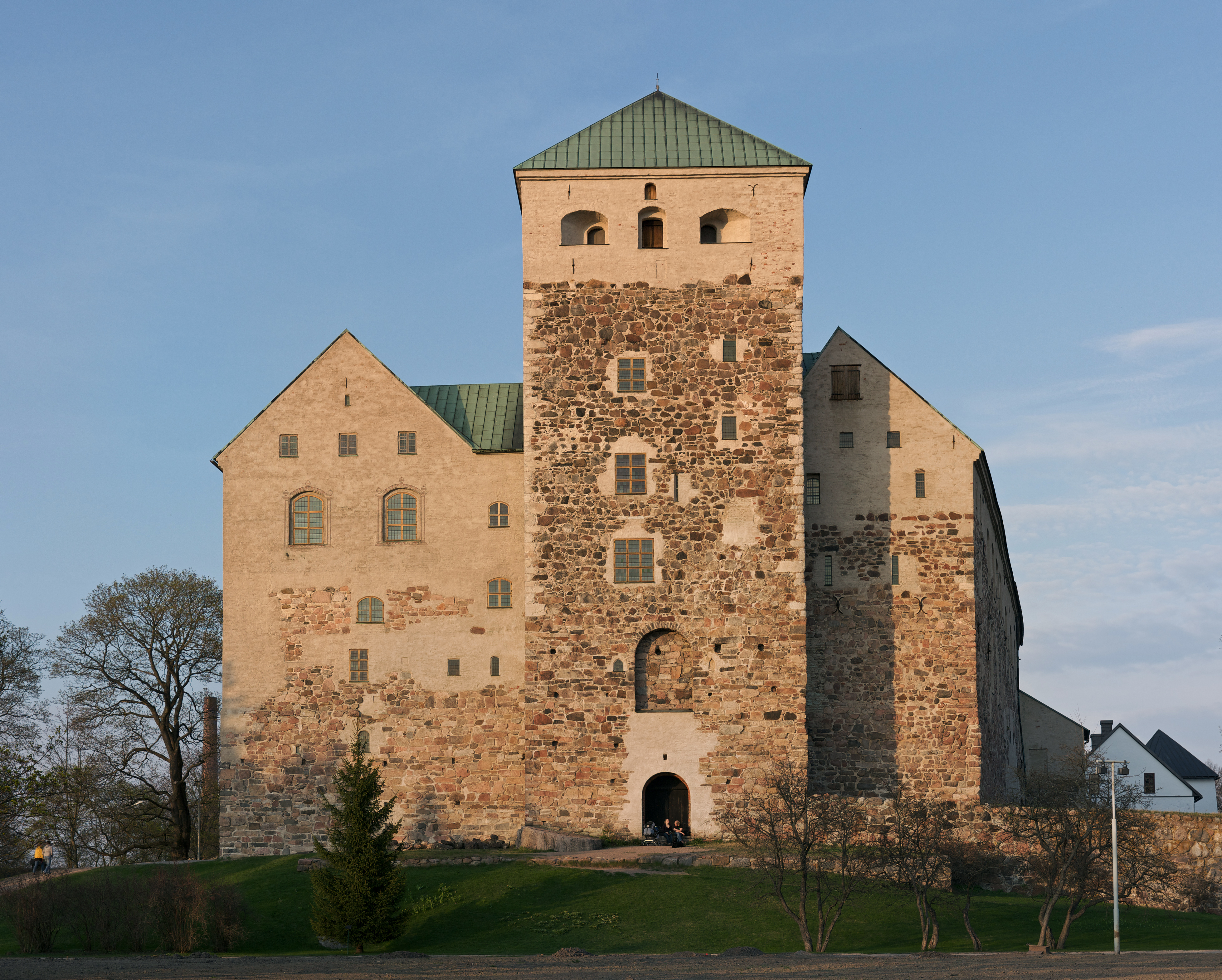
قلعه تورکو، تورکو، فنلاند

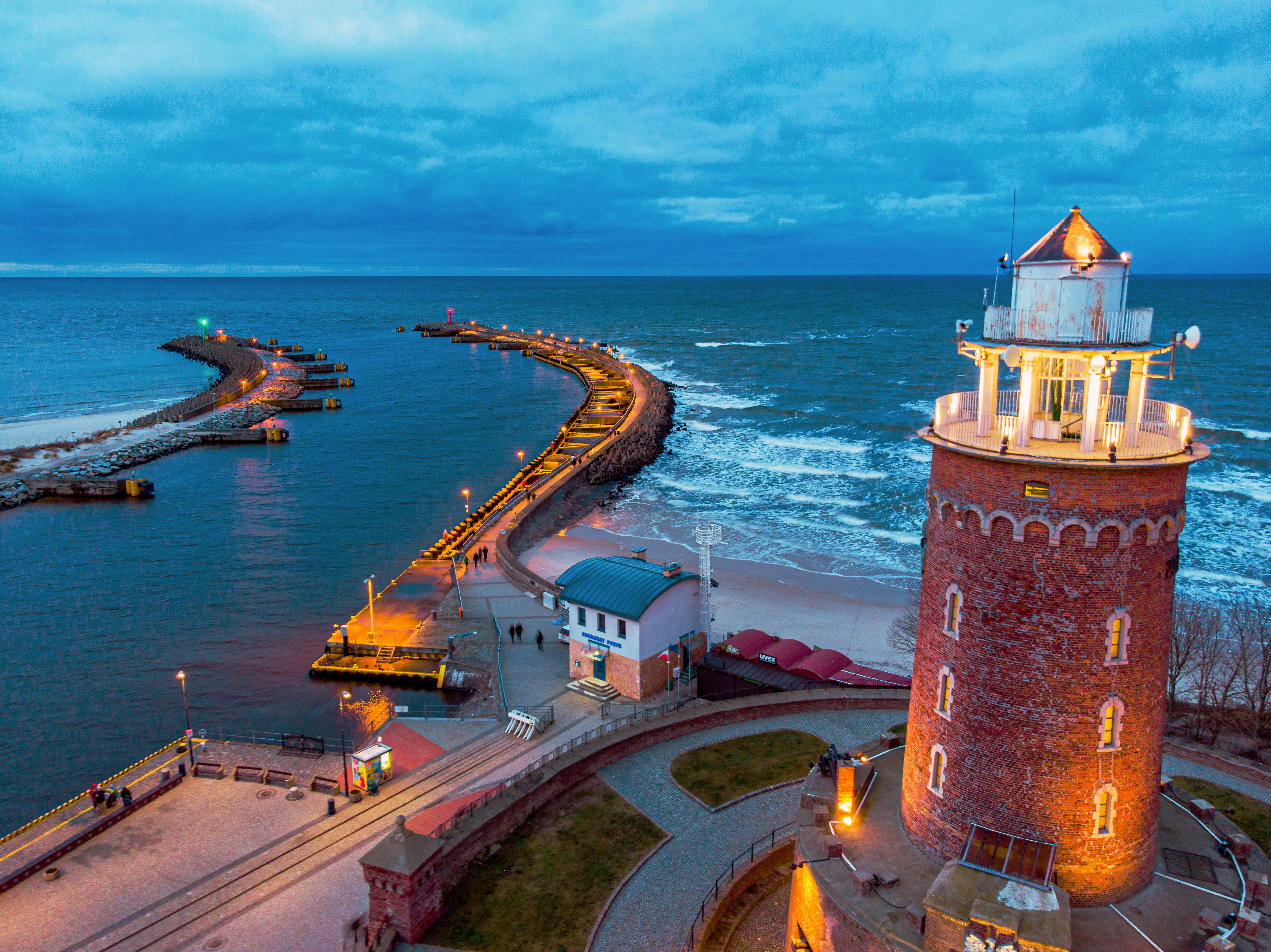
فانوس دریایی در کولوبرزگ، لهستان

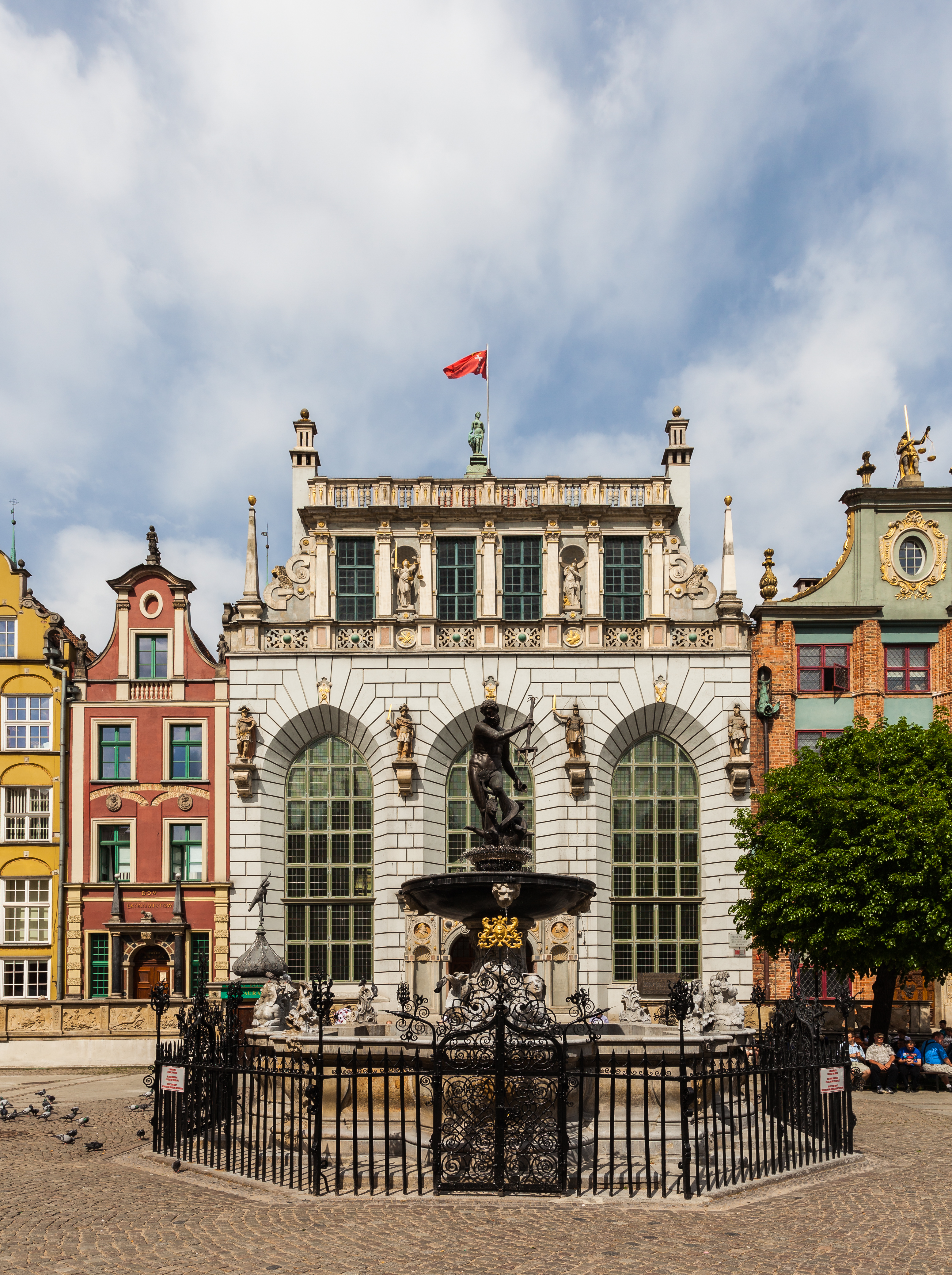
فوارهٔ نپتون در گدانسک، لهستان

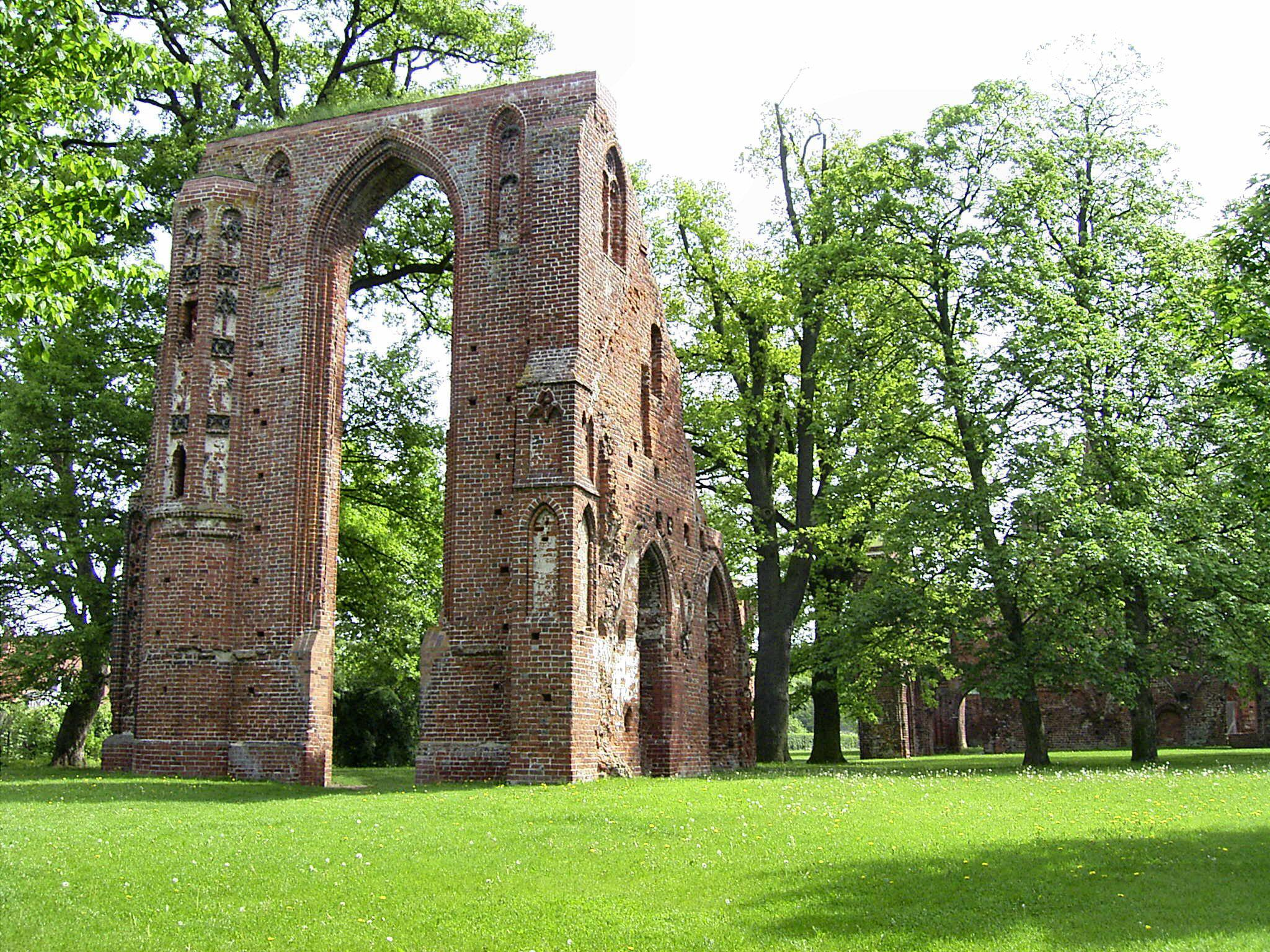
ابی الدنا، گریفسوالد، آلمان

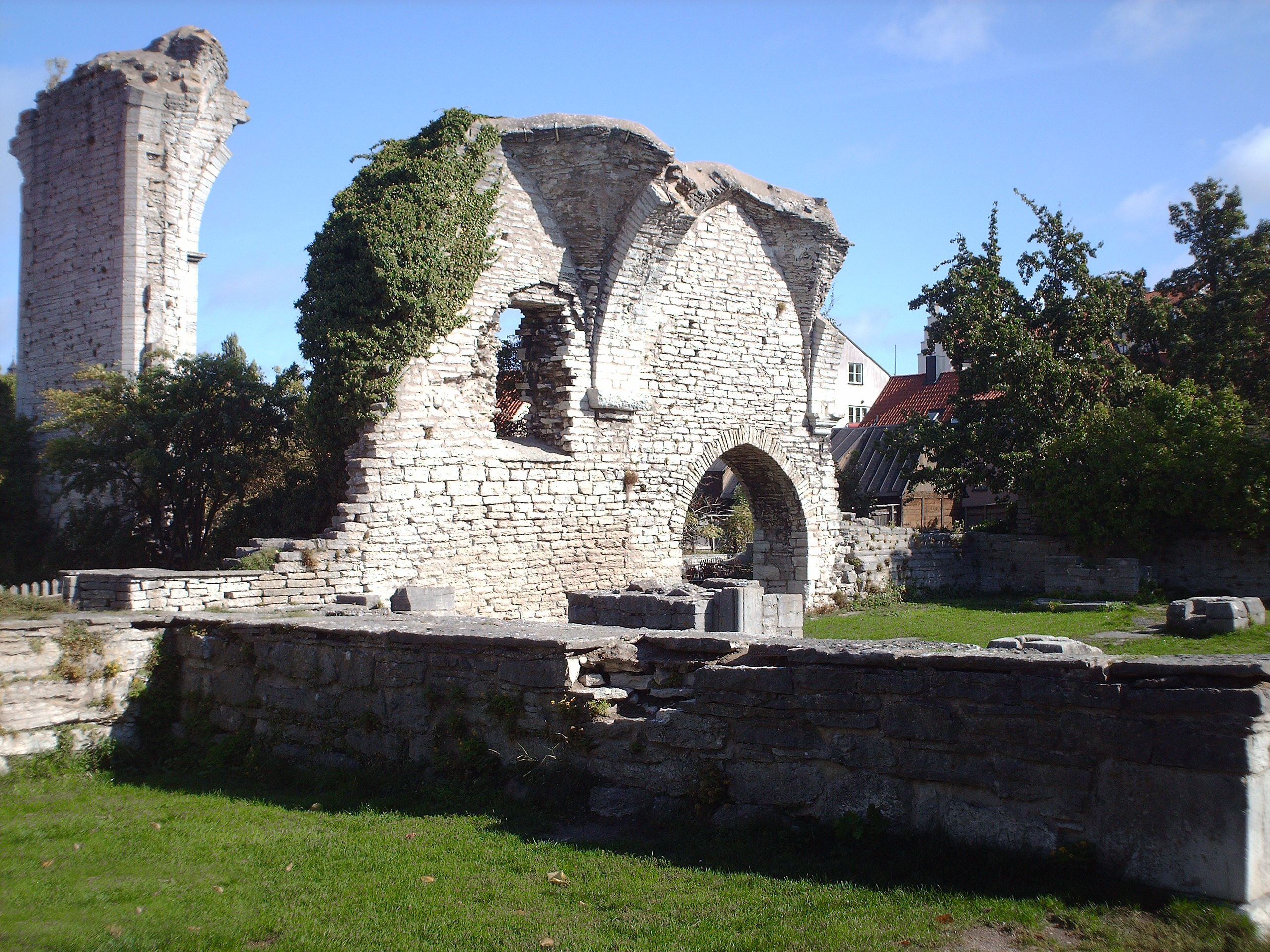
ویرانهٔ کلیسای سنت پیتر و هانس در ویسبی

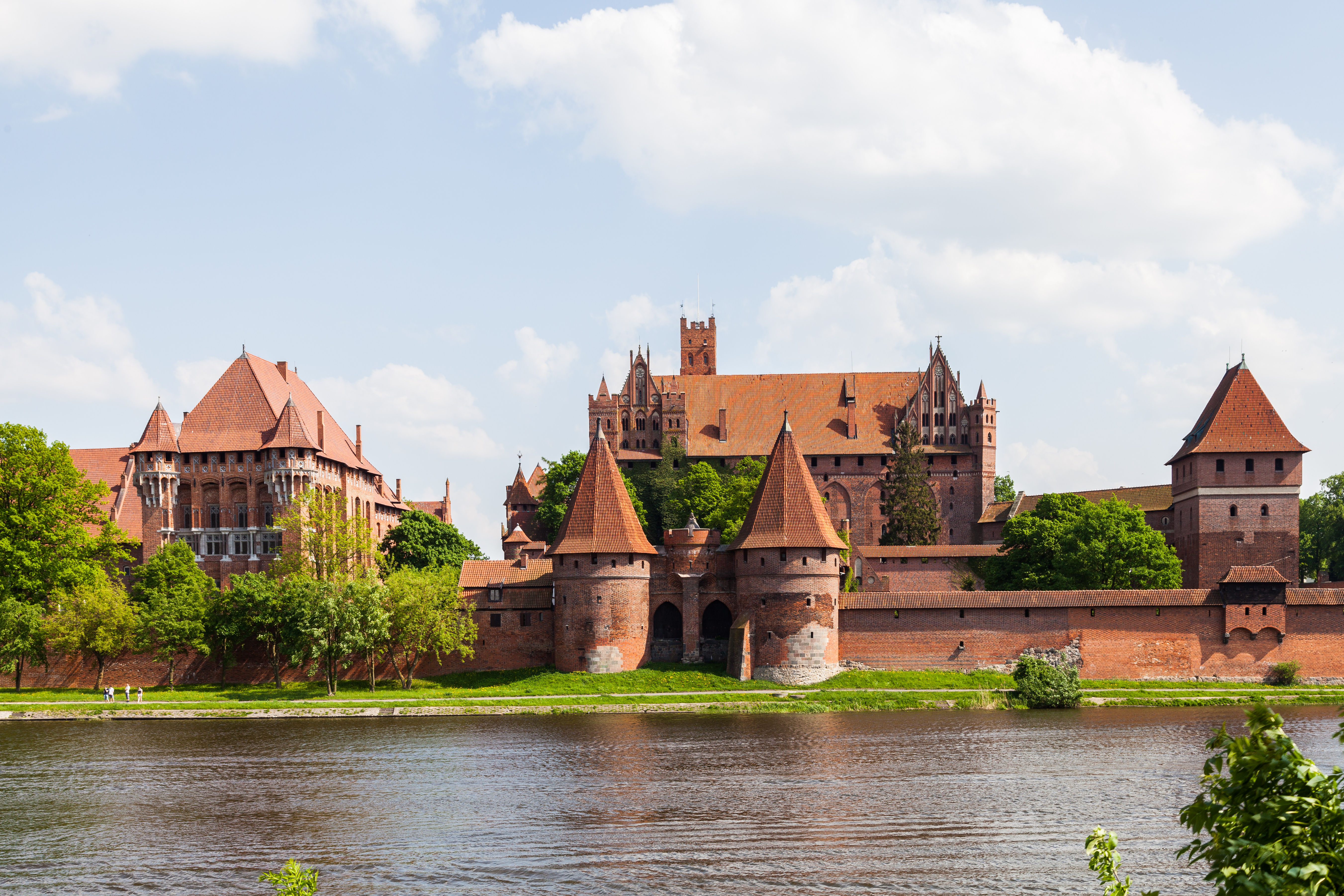
قلعهٔ مالبورک

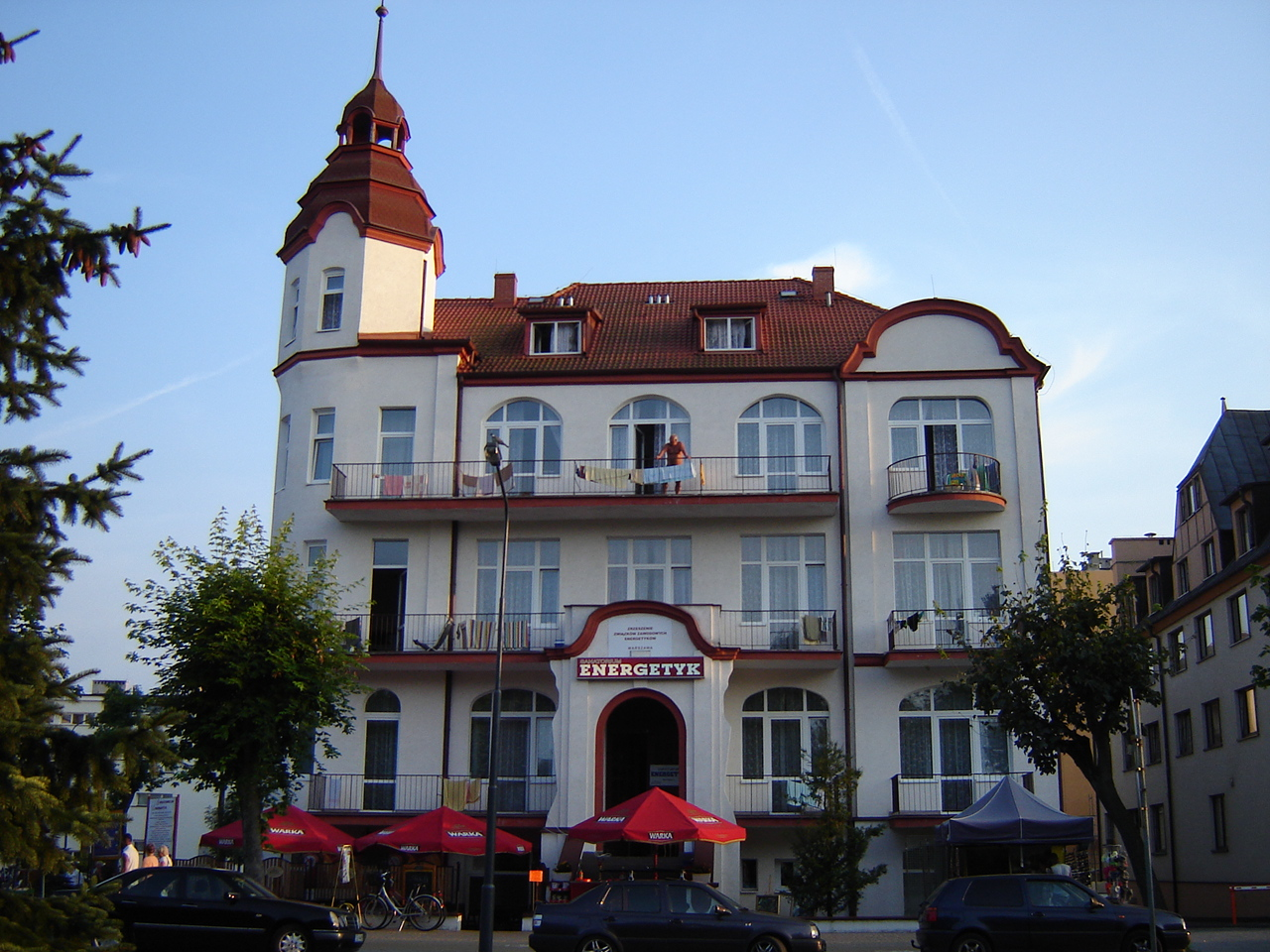
اشوینواویشچه

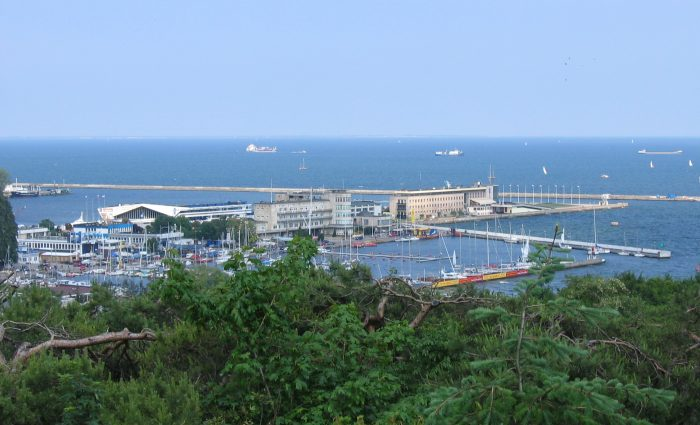
مارینا در گدنیا

این مقاله شامل فهرست شهرک‌ها و شهرهای بزرگ اطراف دریای بالتیک است. جمعیت ذکرشده برای کپنهاگ، هلسینکی و استکهلم شامل مناطق شهری است.
| شهر             | کشور       | پیدایش          | جمعیت     | مختصات                                                 |
| --------------- | ---------- | --------------- | --------- | ------------------------------------------------------ |
| آنکلام          | آلمان      | ۱۲۹۶            | 0۱۲٬۶۳۵   | ۵۳°۵۱′ شمالی ۱۳°۴۱′ شرقی / ۵۳٫۸۵۰°شمالی ۱۳٫۶۸۳°شرقی    |
| بالتییسک        | روسیه      | ۱۷۲۵            | 0۳۲٬۶۹۷   | ۵۴°۳۹′ شمالی ۱۹°۵۵′ شرقی / ۵۴٫۶۵۰°شمالی ۱۹٫۹۱۷°شرقی    |
| کپنهاگ          | دانمارک    | ۱۲۵۴            | ۱٬۳۳۰٬۹۹۳ | ۵۵°۴۰′ شمالی ۱۲°۳۴′ شرقی / ۵۵٫۶۶۷°شمالی ۱۲٫۵۶۷°شرقی    |
| داروووو         | لهستان     | ۱۳۱۲            | 0۱۴٬۹۳۱   | ۵۴°۲۵′ شمالی ۱۶°۲۵′ شرقی / ۵۴٫۴۱۷°شمالی ۱۶٫۴۱۷°شرقی    |
| البلنگ          | لهستان     | ۱۲۴۶            | 0۱۲۴٬۲۵۷  | ۵۴°۵′ شمالی ۱۹°۲۴′ شرقی / ۵۴٫۰۸۳°شمالی ۱۹٫۴۰۰°شرقی     |
| فلنسبورگ        | آلمان      | ۱۲۸۴            | 0۸۷٬۴۳۲   | ۵۴°۴۶′ شمالی ۰۹°۲۶′ شرقی / ۵۴٫۷۶۷°شمالی ۹٫۴۳۳°شرقی     |
| فرومبورک        | لهستان     | ۱۳۱۰            | 0۲٬۴۱۵    | ۵۴°۲۱′ شمالی ۱۹°۴۱′ شرقی / ۵۴٫۳۵۰°شمالی ۱۹٫۶۸۳°شرقی    |
| گدانسک          | لهستان     | ۹۹۷             | 0۴۶۳٬۷۵۴  | ۵۴°۲۱′ شمالی ۱۸°۳۸′ شرقی / ۵۴٫۳۵۰°شمالی ۱۸٫۶۳۳°شرقی    |
| گدنیا           | لهستان     | ۱۹۲۶            | 0۲۴۷٬۷۹۹  | ۵۴°۳۰′ شمالی ۱۸°۳۲′ شرقی / ۵۴٫۵۰۰°شمالی ۱۸٫۵۳۳°شرقی    |
| گرایفسوالت      | آلمان      | ۱۲۵۰            | 0۵۷٬۹۸۵   | ۵۴°۵′ شمالی ۱۳°۲۳′ شرقی / ۵۴٫۰۸۳°شمالی ۱۳٫۳۸۳°شرقی     |
| یوله            | سوئد       | ۱۴۴۶            | 0۷۵٬۴۵۱   | ۶۰°۴۰′ شمالی ۱۶°۱۰′ شرقی / ۶۰٫۶۶۷°شمالی ۱۶٫۱۶۷°شرقی    |
| هاپسالو         | استونی     | ۱۲۷۹            | 0۱۰٬۲۳۶   | ۵۸°۵۷′ شمالی ۲۳°۳۲′ شرقی / ۵۸٫۹۵۰°شمالی ۲۳٫۵۳۳°شرقی    |
| هامینا          | فنلاند     | ۱۶۵۳            | 0۲۰٬۵۵۴   | ۶۰°۳۴′ شمالی ۲۷°۱۲′ شرقی / ۶۰٫۵۶۷°شمالی ۲۷٫۲۰۰°شرقی    |
| هانکو           | فنلاند     | ۱۸۷۴            | 0۸٬۵۷۸    | ۵۹°۴۹′ شمالی ۲۲°۵۸′ شرقی / ۵۹٫۸۱۷°شمالی ۲۲٫۹۶۷°شرقی    |
| هلسینگبوری      | سوئد       | ۱۰۸۵            | 0۱۴۲٬۷۹۳  | ۵۶°۰۳′ شمالی ۱۲°۴۳′ شرقی / ۵۶٫۰۵۰°شمالی ۱۲٫۷۱۷°شرقی    |
| هلسینگور        | دانمارک    | ۱۴۲۰            | 0۶۱٬۵۱۹   | ۵۶°۰۲′ شمالی ۱۳°۳۷′ شرقی / ۵۶٫۰۳۳°شمالی ۱۳٫۶۱۷°شرقی    |
| هلسینکی         | فنلاند     | ۱۵۵۰            | ۱٬۲۳۱٬۵۹۵ | ۶۰°۱۰′ شمالی ۲۴°۵۶′ شرقی / ۶۰٫۱۶۷°شمالی ۲۴٫۹۳۳°شرقی    |
| ارنساند         | سوئد       | ۱۵۸۵            | 0۱۷٬۵۵۶   | ۶۲°۳۸′ شمالی ۱۷°۵۶′ شرقی / ۶۲٫۶۳۳°شمالی ۱۷٫۹۳۳°شرقی    |
| یورمالا         | لتونی      | ۱۹۵۹            | 0۵۶٬۶۴۶   | ۵۶°۵۸′ شمالی ۲۳°۴۵′ شرقی / ۵۶٫۹۶۷°شمالی ۲۳٫۷۵۰°شرقی    |
| کالینینگراد     | روسیه      | ۱۲۵۵            | 0۴۴۸٬۵۴۸  | ۵۴°۴۳′ شمالی ۲۰°۲۱′ شرقی / ۵۴٫۷۱۷°شمالی ۲۰٫۳۵۰°شرقی    |
| Kalajoki        | فنلاند     | ۱۸۶۵ (شهر ۲۰۰۲) | 0۱۲٬۵۳۳   | ۶۴°۱۶′ شمالی ۲۳°۵۷′ شرقی / ۶۴٫۲۶۷°شمالی ۲۳٫۹۵۰°شرقی    |
| کالمار          | سوئد       | ۱۱۰۰            | 0۳۶٬۳۹۲   | ۵۶°۴۰′ شمالی ۱۶°۲۲′ شرقی / ۵۶٫۶۶۷°شمالی ۱۶٫۳۶۷°شرقی    |
| Kamień Pomorski | لهستان     | ۱۲۷۴            | 0۸٬۹۲۱    | ۵۳°۵۸′ شمالی ۱۴°۴۷′ شرقی / ۵۳٫۹۶۷°شمالی ۱۴٫۷۸۳°شرقی    |
| کاپلن           | آلمان      | ۱۳۷۵            | 0۸٬۶۷۶    | ۵۴°۳۹′ شمالی ۹°۵۵′ شرقی / ۵۴٫۶۵۰°شمالی ۹٫۹۱۷°شرقی      |
| کلسکرونا        | سوئد       | ۱۶۸۰            | 0۳۵٬۲۱۲   | ۵۶°۱۱′ شمالی ۱۵°۳۹′ شرقی / ۵۶٫۱۸۳°شمالی ۱۵٫۶۵۰°شرقی    |
| کیمی            | فنلاند     | ۱۸۶۹            | 0۲۱٬۲۹۷   | ۶۵°۴۴′ شمالی ۲۴°۳۳′ شرقی / ۶۵٫۷۳۳°شمالی ۲۴٫۵۵۰°شرقی    |
| کیل             | آلمان      | ۱۲۴۲            | 0۲۴۷٬۴۴۱  | ۵۴°۱۹′ شمالی ۱۰°۸′ شرقی / ۵۴٫۳۱۷°شمالی ۱۰٫۱۳۳°شرقی     |
| کلایپدا         | لیتوانی    | ۱۲۵۴            | 0۱۴۸٬۹۰۸  | ۵۵°۴۲′ شمالی ۲۱°۰۸′ شرقی / ۵۵٫۷۰۰°شمالی ۲۱٫۱۳۳°شرقی    |
| کویه            | دانمارک    | ۱۲۸۸            | 0۳۶٬۴۲۴   | ۵۵°۲۷′ شمالی ۱۲°۱۱′ شرقی / ۵۵٫۴۵۰°شمالی ۱۲٫۱۸۳°شرقی    |
| کووبژک          | لهستان     | ۱۲۵۵            | 0۴۶٬۸۳۰   | ۵۴°۱۰′ شمالی ۱۵°۳۴′ شرقی / ۵۴٫۱۶۷°شمالی ۱۵٫۵۶۷°شرقی    |
| کوکولا          | فنلاند     | ۱۶۲۰            | 0۴۷٬۷۲۲   | ۶۰°۵۳٫۲′ شمالی ۲۳°۰۸′ شرقی / ۶۰٫۸۸۶۷°شمالی ۲۳٫۱۳۳°شرقی |
| کوتکا           | فنلاند     | ۱۸۷۸            | 0۵۳٬۷۳۰   | ۶۰°۲۸′ شمالی ۲۶°۵۶′ شرقی / ۶۰٫۴۶۷°شمالی ۲۶٫۹۳۳°شرقی    |
| کرونشتات        | روسیه      | ۱۷۰۴            | 0۴۳٬۰۰۵   | ۶۰°۰۰′ شمالی ۲۹°۴۶′ شرقی / ۶۰٫۰۰۰°شمالی ۲۹٫۷۶۷°شرقی    |
| کورساره         | استونی     | ۱۵۶۳            | 0۱۳٬۶۳۵   | ۵۸°۱۵′ شمالی ۲۲°۲۹′ شرقی / ۵۸٫۲۵۰°شمالی ۲۲٫۴۸۳°شرقی    |
| کاردلا          | استونی     | ۱۵۶۴            | 0۴٬۶۲۳    | ۵۹°۰′ شمالی ۲۲°۴۵′ شرقی / ۵۹٫۰۰۰°شمالی ۲۲٫۷۵۰°شرقی     |
| وبا             | لهستان     | ۱۳۵۷            | 0۳٬۸۲۴    | ۵۴°۴۷′ شمالی ۱۷°۳۳′ شرقی / ۵۴٫۷۸۳°شمالی ۱۷٫۵۵۰°شرقی    |
| لیپایا          | لتونی      | ۱۶۲۵            | 0۶۹٬۴۴۳   | ۵۶°۳۰′ شمالی ۲۱°۰۰′ شرقی / ۵۶٫۵۰۰°شمالی ۲۱٫۰۰۰°شرقی    |
| لوویسا          | فنلاند     | ۱۷۴۵            | 0۱۵٬۱۴۰   | ۶۰°۲۷٫۵′ شمالی ۲۶°۱۴′ شرقی / ۶۰٫۴۵۸۳°شمالی ۲۶٫۲۳۳°شرقی |
| لوبک            | آلمان      | ۱۱۴۳            | 0۲۱۶٬۷۱۲  | ۵۳°۵۲′ شمالی ۱۰°۴۱′ شرقی / ۵۳٫۸۶۷°شمالی ۱۰٫۶۸۳°شرقی    |
| لولئو           | سوئد       | ۱۶۲۱            | 0۷۶٬۷۷۰   | ۶۵°۳۶′ شمالی ۲۲°۰۹′ شرقی / ۶۵٫۶۰۰°شمالی ۲۲٫۱۵۰°شرقی    |
| ماردو           | استونی     | ۱۲۴۱            | 0۱۵٬۵۹۶   | ۵۹°۲۹′ شمالی ۲۵°۰۱′ شرقی / ۵۹٫۴۸۳°شمالی ۲۵٫۰۱۷°شرقی    |
| مالبورک         | لهستان     | ۱۲۸۶            | 0۳۸٬۴۷۸   | ۵۴°۲′ شمالی ۱۹°۲′ شرقی / ۵۴٫۰۳۳°شمالی ۱۹٫۰۳۳°شرقی      |
| مالمو           | سوئد       | ۱۳۵۳            | 0۳۴۱٬۴۵۷  | ۵۵°۳۵′ شمالی ۱۳°۰۲′ شرقی / ۵۵٫۵۸۳°شمالی ۱۳٫۰۳۳°شرقی    |
| ماریهان         | جزایر الند | ۱۸۶۱            | 0۱۱٬۶۵۸   | ۶۰°۰۵′ شمالی ۱۹°۵۶′ شرقی / ۶۰٫۰۸۳°شمالی ۱۹٫۹۳۳°شرقی    |
| میندزیزدرویه    | لهستان     | 15th century    | 0۵٬۴۳۶    | ۵۳°۵۵′ شمالی ۱۴°۲۷′ شرقی / ۵۳٫۹۱۷°شمالی ۱۴٫۴۵۰°شرقی    |
| نانتالی         | فنلاند     | ۱۴۴۳            | 0۱۹٬۱۲۴   | ۶۰°۲۸′ شمالی ۲۲°۰۱′ شرقی / ۶۰٫۴۶۷°شمالی ۲۲٫۰۱۷°شرقی    |
| ناروا-یوئسو     | استونی     | 14th century    | 0۲٬۸۷۰    | ۵۹°۲۸′ شمالی ۲۸°۰۳′ شرقی / ۵۹٫۴۶۷°شمالی ۲۸٫۰۵۰°شرقی    |
| نورشوپینگ       | سوئد       | ۱۳۸۴            | 0۱۳۷٬۳۲۶  | ۵۸°۳۶′ شمالی ۱۶°۱۲′ شرقی / ۵۸٫۶۰۰°شمالی ۱۶٫۲۰۰°شرقی    |
| Nowe Warpno     | لهستان     | ۱۳۵۲            | 0۱٬۱۷۰    | ۵۳°۴۳′ شمالی ۱۴°۱۷′ شرقی / ۵۳٫۷۱۷°شمالی ۱۴٫۲۸۳°شرقی    |
| نیشوپینگ        | سوئد       | ۱۴۴۴            | 0۲۹٬۸۹۱   | ۵۸°۴۵′ شمالی ۱۷°۰۰′ شرقی / ۵۸٫۷۵۰°شمالی ۱۷٫۰۰۰°شرقی    |
| نیکوبینگ        | دانمارک    | 1150s           | 0۱۹٬۳۰۰   | ۵۴°۴۶′ شمالی ۱۱°۵۳′ شرقی / ۵۴٫۷۶۷°شمالی ۱۱٫۸۸۳°شرقی    |
| اسکاشهامن       | سوئد       | ۱۸۵۶            | 0۱۷٬۲۵۸   | ۵۷°۱۵′ شمالی ۱۶°۲۷′ شرقی / ۵۷٫۲۵۰°شمالی ۱۶٫۴۵۰°شرقی    |
| اولو، فنلاند    | فنلاند     | ۱۶۰۵            | 0۲۰۱٬۱۲۴  | ۶۵°۰۰′ شمالی ۲۵°۲۸′ شرقی / ۶۵٫۰۰۰°شمالی ۲۵٫۴۶۷°شرقی    |
| پالانگا         | لیتوانی    | ۱۷۹۱            | 0۱۵٬۴۷۴   | ۵۶°۵۶′ شمالی ۲۴°۰۶′ شرقی / ۵۶٫۹۳۳°شمالی ۲۴٫۱۰۰°شرقی    |
| پری             | فنلاند     | ۱۵۵۸            | 0۸۴٬۷۷۹   | ۶۱°۲۹′ شمالی ۲۱°۴۷′ شرقی / ۶۱٫۴۸۳°شمالی ۲۱٫۷۸۳°شرقی    |
| پوروو           | فنلاند     | ۱۳۸۰            | 0۵۰٬۲۰۳   | ۶۰°۲۳′ شمالی ۲۵°۳۹′ شرقی / ۶۰٫۳۸۳°شمالی ۲۵٫۶۵۰°شرقی    |
| پریمورسک        | روسیه      | ۱۲۶۸            | 0۶٬۱۱۹    | ۶۰°۲۲′ شمالی ۲۸°۳۸′ شرقی / ۶۰٫۳۶۷°شمالی ۲۸٫۶۳۳°شرقی    |
| پارنو           | استونی     | ۱۲۵۱            | 0۵۱٬۷۳۹   | ۵۸°۲۳′ شمالی ۲۴°۳۰′ شرقی / ۵۸٫۳۸۳°شمالی ۲۴٫۵۰۰°شرقی    |
| راهه            | فنلاند     | ۱۶۴۹            | 0۲۵٬۰۶۸   | ۶۴°۴۱′ شمالی ۲۴°۲۸′ شرقی / ۶۴٫۶۸۳°شمالی ۲۴٫۴۶۷°شرقی    |
| راوما           | فنلاند     | ۱۴۴۲            | 0۳۹٬۶۱۲   | ۶۱°۰۸′ شمالی ۲۱°۳۰′ شرقی / ۶۱٫۱۳۳°شمالی ۲۱٫۵۰۰°شرقی    |
| ریگا            | لتونی      | ۱۲۰۱            | 0۶۴۱٬۴۲۳  | ۵۶°۵۶′ شمالی ۲۴°۰۶′ شرقی / ۵۶٫۹۳۳°شمالی ۲۴٫۱۰۰°شرقی    |
| روستوک          | آلمان      | ۱۲۱۸            | 0۲۰۷٬۵۱۳  | ۵۴°۵′ شمالی ۱۲°۸′ شرقی / ۵۴٫۰۸۳°شمالی ۱۲٫۱۳۳°شرقی      |
| رونه            | دانمارک    | 14th century    | 0۱۳٬۵۷۹   | ۵۴°۴۶′ شمالی ۱۱°۵۳′ شرقی / ۵۴٫۷۶۷°شمالی ۱۱٫۸۸۳°شرقی    |
| سنت پترزبورگ    | روسیه      | ۱۷۰۳            | ۵٬۳۲۳٬۳۰۰ | ۵۹°۵۷′ شمالی ۳۰°۱۹′ شرقی / ۵۹٫۹۵۰°شمالی ۳۰٫۳۱۷°شرقی    |
| زازنیتس         | آلمان      | ۱۹۵7 (1906)     | 0۹٬۴۸۵    | ۵۴°۳۱′ شمالی ۱۳°۳۸′ شرقی / ۵۴٫۵۱۷°شمالی ۱۳٫۶۳۳°شرقی    |
| ساولکراستی      | لتونی      | ۱۸۲۳            | 0۳٬۳۴۱    | ۵۷°۱۵′ شمالی ۲۴°۲۵′ شرقی / ۵۷٫۲۵۰°شمالی ۲۴٫۴۱۷°شرقی    |
| سسترورتسک       | روسیه      | ۱۷۱۴            | 0۳۷٬۲۴۸   | ۶۰°۰۶′ شمالی ۲۹°۵۷′ شرقی / ۶۰٫۱۰۰°شمالی ۲۹٫۹۵۰°شرقی    |
| سیلامائه        | استونی     | ۱۵۰۲            | 0۱۳٬۶۶۶   | ۵۹°۲۴′ شمالی ۲۷°۴۵′ شرقی / ۵۹٫۴۰۰°شمالی ۲۷٫۷۵۰°شرقی    |
| شلفتئو          | سوئد       | ۱۸۴۵            | 0۳۲٬۷۷۵   | ۶۴°۴۵′ شمالی ۲۰°۵۷′ شرقی / ۶۴٫۷۵۰°شمالی ۲۰٫۹۵۰°شرقی    |
| سووپسک          | لهستان     | ۱۲۶۵            | 0۹۳٬۷۰۶   | ۵۴°۲۷′ شمالی ۱۷°۱′ شرقی / ۵۴٫۴۵۰°شمالی ۱۷٫۰۱۷°شرقی     |
| سوپوت           | لهستان     | ۱۹۰۱            | 0۳۷٬۰۸۹   | ۵۴°۲۶′ شمالی ۱۸°۳۳′ شرقی / ۵۴٫۴۳۳°شمالی ۱۸٫۵۵۰°شرقی    |
| سوسنووی بور     | روسیه      | ۱۹۵۸            | 0۶۵٬۷۸۸   | ۵۹°۵۳′ شمالی ۲۹°۰۵′ شرقی / ۵۹٫۸۸۳°شمالی ۲۹٫۰۸۳°شرقی    |
| استکهلم         | سوئد       | ۱۲۵۲            | ۱٬۵۳۸٬۵۱۷ | ۵۹°۲۱′ شمالی ۱۸°۰۴′ شرقی / ۵۹٫۳۵۰°شمالی ۱۸٫۰۶۷°شرقی    |
| اشترالزوند      | آلمان      | ۱۲۳۴            | 0۵۹٬۱۰۱   | ۵۴°۱۸′ شمالی ۱۳°۵′ شرقی / ۵۴٫۳۰۰°شمالی ۱۳٫۰۸۳°شرقی     |
| سونسوال         | سوئد       | ۱۶۲۱            | 0۵۱٬۳۵۴   | ۶۲°۲۴′ شمالی ۱۷°۱۹′ شرقی / ۶۲٫۴۰۰°شمالی ۱۷٫۳۱۷°شرقی    |
| شچچین           | لهستان     | ۱۲۴۳            | 0۴۰۵٬۶۵۷  | ۵۳°۲۵′ شمالی ۱۴°۳۳′ شرقی / ۵۳٫۴۱۷°شمالی ۱۴٫۵۵۰°شرقی    |
| اشوینواویشچه    | لهستان     | ۱۷۶۵            | 0۴۱٬۵۱۶   | ۵۳°۵۵′ شمالی ۱۴°۱۵′ شرقی / ۵۳٫۹۱۷°شمالی ۱۴٫۲۵۰°شرقی    |
| تالین           | استونی     | ۱۱۵۴            | 0۴۴۹٬۱۶۰  | ۵۹°۲۶′ شمالی ۲۴°۴۴′ شرقی / ۵۹٫۴۳۳°شمالی ۲۴٫۷۳۳°شرقی    |
| تورنیو          | فنلاند     | ۱۶۲۱            | 0۲۱٬۹۳۹   | ۶۵°۵۰′ شمالی ۲۴°۰۸′ شرقی / ۶۵٫۸۳۳°شمالی ۲۴٫۱۳۳°شرقی    |
| چبیاتو          | لهستان     | ۱۲۷۷            | 0۱۰٬۱۹۶   | ۵۴°۳′ شمالی ۱۵°۱۶′ شرقی / ۵۴٫۰۵۰°شمالی ۱۵٫۲۶۷°شرقی     |
| تورکو           | فنلاند     | ۱۲۲۹            | 0۱۸۸٬۵۸۴  | ۶۰°۲۷′ شمالی ۲۲°۱۶′ شرقی / ۶۰٫۴۵۰°شمالی ۲۲٫۲۶۷°شرقی    |
| اواکرمونده      | آلمان      | ۱۱۷۸            | 0۸٬۶۹۶    | ۵۳°۴۴′ شمالی ۱۴°۰۲′ شرقی / ۵۳٫۷۳۳°شمالی ۱۴٫۰۳۳°شرقی    |
| اومئو           | سوئد       | ۱۶۲۲            | 0۱۲۱٬۰۳۲  | ۶۳°۵۰′ شمالی ۲۰°۱۵′ شرقی / ۶۳٫۸۳۳°شمالی ۲۰٫۲۵۰°شرقی    |
| اوزدم           | آلمان      | ۱۲۹۲            | 0۱٬۸۱۰    | ۵۳°۵۲′ شمالی ۱۳°۵۵′ شرقی / ۵۳٫۸۶۷°شمالی ۱۳٫۹۱۷°شرقی    |
| اوستکا          | لهستان     | 13th century    | 0۱۵٬۹۷۳   | ۵۴°۳۵′ شمالی ۱۶°۵۱′ شرقی / ۵۴٫۵۸۳°شمالی ۱۶٫۸۵۰°شرقی    |
| اوسی‌کاوپونکی    | فنلاند     | ۱۶۱۷            | 0۱۵٬۷۷۷   | ۶۰°۴۸′ شمالی ۲۱°۲۵′ شرقی / ۶۰٫۸۰۰°شمالی ۲۱٫۴۱۷°شرقی    |
| واسا            | فنلاند     | ۱۶۰۶            | 0۶۶٬۸۷۶   | ۶۳°۰۵′ شمالی ۲۱°۳۶′ شرقی / ۶۳٫۰۸۳°شمالی ۲۱٫۶۰۰°شرقی    |
| ونتسپیلس        | لتونی      | ۱۳۷۸            | 0۳۹٬۲۸۶   | ۵۷°۲۳′ شمالی ۲۱°۳۳′ شرقی / ۵۷٫۳۸۳°شمالی ۲۱٫۵۵۰°شرقی    |
| ویزبه           | سوئد       | 0۸۹۷            | 0۲۳٬۵۷۶   | ۵۷°۳۸′ شمالی ۱۸°۱۷′ شرقی / ۵۷٫۶۳۳°شمالی ۱۸٫۲۸۳°شرقی    |
| ویبورگ          | روسیه      | ۱۲۹۳            | 0۷۹٬۹۶۲   | ۵۹°۵۷′ شمالی ۳۰°۱۹′ شرقی / ۵۹٫۹۵۰°شمالی ۳۰٫۳۱۷°شرقی    |
| ویسمار          | آلمان      | ۱۲۲۹            | 0۴۲٬۵۵۷   | ۵۳°۵۴′ شمالی ۱۱°۲۸′ شرقی / ۵۳٫۹۰۰°شمالی ۱۱٫۴۶۷°شرقی    |
| ولگاست          | آلمان      | ۱۲۸۲            | 0۱۲٬۱۷۲   | ۵۴°۰۳′ شمالی ۱۳°۴۶′ شرقی / ۵۴٫۰۵۰°شمالی ۱۳٫۷۶۷°شرقی    |
| Wolin           | لهستان     | ۱۲۶۰            | 0۴٬۸۷۸    | ۵۳°۵۰′ شمالی ۱۴°۳۶′ شرقی / ۵۳٫۸۳۳°شمالی ۱۴٫۶۰۰°شرقی    |
| ایستد           | سوئد       | ۱۲۴۴            | 0۲۸٬۹۸۵   | ۵۵°۲۵′ شمالی ۱۳°۵۰′ شرقی / ۵۵٫۴۱۷°شمالی ۱۳٫۸۳۳°شرقی    |
| انشلدسویک       | سوئد       | ۱۸۴۲            | 0۳۲٬۱۰۷   | ۶۳°۱۷′ شمالی ۱۸°۴۲′ شرقی / ۶۳٫۲۸۳°شمالی ۱۸٫۷۰۰°شرقی    |